# Adalbert van Oostenrijk
Adalbert van Oostenrijk, bijgenaamd de Zegerijke, (circa 985 - Melk, 26 mei 1055) was van 1018 tot 1055 markgraaf van Oostenrijk uit het Huis Babenberg.

## Levensloop
Hij was de derde zoon van markgraaf Leopold I van Oostenrijk en Richardis van Sualafelgau. In 1018 volgde hij zijn oudere broer Hendrik I op als markgraaf van Oostenrijk.
Als markgraaf bracht Adalbert de oostelijke grens van Oostenrijk tot aan de rivieren Morava en Leitha. Ook steunde Albert keizer Hendrik III in zijn strijd tegen Hongarije en Bohemen. Hij resideerde in de stad Melk, waar hij in 1055 stierf.

## Huwelijken en nakomelingen
Eerst huwde hij met Glismod (gestorven rond 1040), dochter van Immed IV van Hamaland. Uit dit huwelijk werden twee zoons geboren:
- Ernst (1027-1075), markgraaf van Oostenrijk.
- Leopold (gestorven in 1043), markgraaf van de Hongaarse mark.

Na de dood van zijn eerste vrouw hertrouwde hij rond het jaar 1040 met Frozza Orseolo, de zus van koning Peter Orseolo van Hongarije. Uit dit huwelijk zijn geen nakomelingen bekend.